# 10439 van Schooten
10439 van Schooten (6676 P-L) là một tiểu hành tinh vành đai chính.